# Make Naïve Great Again
Make Naïve Great Again (с англ. — «Сделаем Наив снова великим») — десятый студийный альбом российской панк-рок-группы «Наив». Выпущен 1 апреля 2018 года. Тематикой большинства текстов альбома является политика.
Предполагается, что эта работа станет последним полноформатным альбомом в дискографии коллектива. После выхода диска музыканты планируют отказаться от выпуска пластинок в пользу хит-синглов.

## Об альбоме
Работу над материалом для нового альбома группа начала в июне 2016 года. При записи диска музыканты отказались от экспериментов со звуком и работали в своём оригинальном саунде — в духе альбома «Пост-алкогольные страхи» 1997 года. Запись происходила в Москве на студиях R-Sound и GN Studio. Сведение и мастеринг были произведены на студии Drygva Studio.

В мае 2017 года Александр «Чача» Иванов объявил о названии нового альбома. По словам «Чачи», несколько песен на будущем альбоме будут посвящены президенту США Дональду Трампу, но, как отметил артист, «Наив» не обойдет вниманием и российских политиков. Пластинка получила название «Make Naïve great again» :
"Новая пластинка называется «Make Naïve great again» — «Сделать Наив великим снова». Я использую в данном случае… ну, глумлюсь как бы, над популярным лозунгом президента США, который сейчас у нас Трамп, если кто-то из наших слушателей не знает. Мистер Трамп — плохой, нехороший, злой и гадкий дядька и его лозунг «Сделать Америку великой снова» я использую в своих целях — сделать «Наив» великим снова!
 Выходу альбома предшествовал выпуск трёх синглов: «Я — панк-рокер и алкоголик», «Трамп! Гоу эвей!» и «Герои нашего времени». Причём композиция «Герои нашего времени», посвящённая Владимиру Путину, Александру «Хирургу» Залдостанову и Рамзану Кадырову, была представлена в день выборов президента Российской Федерации 18 марта 2018 года.
Концерт-презентация альбома в Санкт-Петербурге состоялся 5 апреля 2018 года в клубе «Аврора», в Москве — 6 апреля в клубе «ГлавClub Green Concert». Московская презентация альбома транслировалась в прямом эфире на видеосервисе Megogo.net.

## Список композиций
Слова и музыка всех песен — написаны группой «Наив», кроме трека «Сонет #7» — стихи Уильяма Шекспира в переводе Самуила Маршака.
| №                   | Название                     | Длительность |
| ------------------- | ---------------------------- | ------------ |
| 1.                  | «Предчувствие»               | 1:11         |
| 2.                  | «Сонет #7»                   | 2:54         |
| 3.                  | «Трамп! Гоу эвей!»           | 3:54         |
| 4.                  | «Вовочка»                    | 3:21         |
| 5.                  | «Телега»                     | 2:52         |
| 6.                  | «День ВДВ»                   | 3:57         |
| 7.                  | «Я – панк-рокер и алкоголик» | 2:51         |
| 8.                  | «Герои нашего времени»       | 4:00         |
| 9.                  | «Сладкая вата»               | 3:11         |
| 10.                 | «Ретро артист (Форева янг)»  | 3:21         |
| 11.                 | «Итого:»                     | 3:53         |
| Общая длительность: | Общая длительность:          | 35:30        |

На композицию «Трамп! Гоу эвей!» был снят клип. На композицию «Герои нашего времени» было смонтировано лирик-видео, весь исходный материал для которого был взят из открытых источников.

## Участники записи
Группа «НАИВ»:
- Александр «Чача» Иванов — вокал
- Дмитрий «Снэйк» Хакимов — ударные, перкуссия, хоровые подпевки
- Валерий Аркадин — гитары, клавишные, программирование, бэк-вокал
- Николай Богданов — бас-гитара, бэк-вокал

Приглашённые участники:
- Юлиана Савченко — бэк-вокал (5, 6, 9)
- Shramm Storm — программирование и исполнение (1)
- Владимир Елистратов — трубы (4)
- Струнный ансамбль «Хит-Classic» при участии Сергея Бобкова (3)
- Константин Бекрев — программирование и клавишные (5)
- Роман Рэин — программирование (7, 8)

Технический персонал:
- Звукоинженеры — Андрей Кучеренко, Максим Чикунов и Алексей Стецюк
- Дизайн обложки — A8LICA
- Дизайн — Дмитрий Ремизов
- Саунд-продюсер — Валерий Аркадин.

## Отзывы и критика
Рецензент InterMedia Алексей Мажаев написал об альбоме следующее:

Панки не стали петь в лоб про «Банду Ельцина под суд», но описали некоторые наши реалии в шутовском и издевательском виде. Динамичная и энергичная музыка (альбома) активно противоречит текстовому пессимизму. На альбоме нет апатии, зато есть весёлая злость — полагаю, что в этом «Наив» совпадёт с немалым количество слушателей.
Интернет-портал NewsMuz.com отозвался об альбоме следующим образом:

Изначально команда поставила себе очень высокую планку, заявив что собирается «сделать Наив великим снова». Это сложная и практически невыполнимая задача, когда рок-музыка в упадке. Считаю, что музыкантам стоило не заострять внимание на политике, которая и так захватила повестку среди независимых музыкантов, а объединить в пластинке все лучшее, что когда либо было в группе: многочисленные гитарные примочки Валеры, недосказанность и загадочность посыла и голоса Чачи, эффектные аранжировки Богданова. Отсутствие же новых прорывных хитов, стандартный гитарный перегруз в 2018 году и однобокая подача текстовых смыслов заставляет задуматься, что «Наив» так и не стал снова великим. Создалось впечатление, что команде сложно работать в новых реалиях, и их продолжает тянуть на дно.

## Достижения
В хит-парад «Чартова дюжина» на «Нашем радио» попадали 2 композиции с Make Naïve Great Again: «Я — панк-рокер и алкоголик» и «Ретро артист (Форева янг)». Песня «Я — панк-рокер и алкоголик» продержалась в хит-параде 10 недель, а «Ретро артист (Форева янг)» — 9 недель. Обе композиции максимально поднимались на 4 место.